# Jacob Grimm

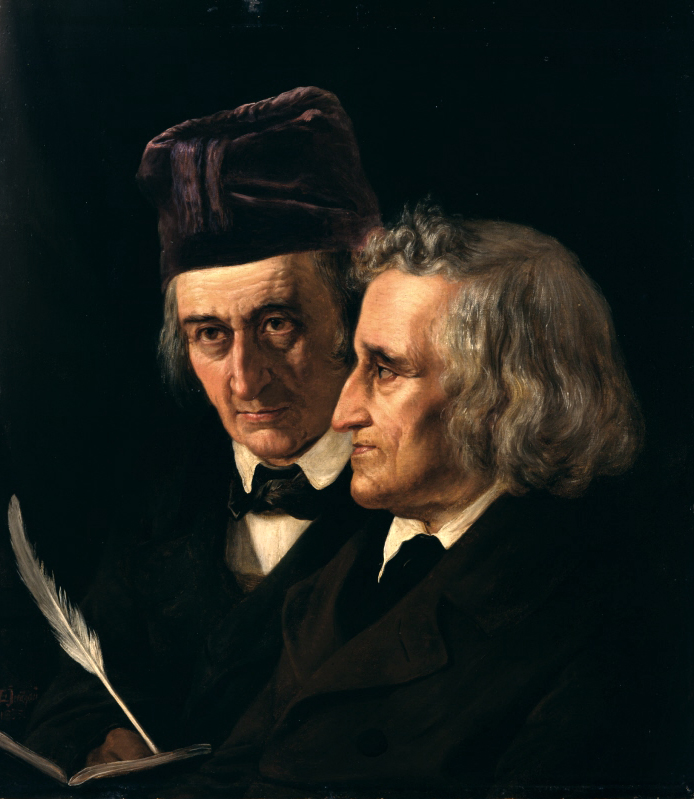
Jacob Grimm (r.) met zijn broer Wilhelm

Jacob Ludwig Karl Grimm (Hanau, 4 januari 1785 – Berlijn, 20 september 1863) was een Duits jurist, taal- en letterkundige. Hij was hoogleraar in Göttingen en Berlijn, en verrichtte baanbrekend werk op het gebied van de lexicografie, de vergelijkende taalkunde en de mythologie. Jacob Grimm werkte vaak samen met zijn jongere broer Wilhelm Grimm (1786-1859). Samen staan ze bekend als de gebroeders Grimm.

## Leven
Grimm werd geboren in Hanau in het Landgraafschap Hessen-Kassel. Zijn vader, die jurist was, stierf toen Jacob nog een kind was. Daardoor bleven hij, zijn moeder, zijn jongere broer Wilhelm en zijn jongere zus Lotte alleen achter. Vanaf 1798 bezochten Jacob en Wilhelm de openbare school in Kassel.
In 1802 ging Grimm naar de Universiteit van Marburg, waar hij rechten studeerde. Zijn broer voegde zich een jaar later bij hem in Marburg, nadat hij net hersteld was van een langdurige en ernstige ziekte. Ook Wilhelm ging rechten studeren.
Op de universiteit volgde hij colleges bij de rechtsgeleerde Friedrich Carl von Savigny. Door diens rechtshistorische onderzoek werd Grimms interesse in de geschiedenis van de Duitse taal en literatuur gewekt. De twee mannen konden het ook persoonlijk goed met elkaar vinden. Toen Savigny in 1804 voor wetenschappelijk werk naar Parijs reisde, liet hij Grimm al snel nakomen om met literair werk te helpen. Al snel werd Grimm moe van de rechtenstudie en in brieven gaf hij aan dat hij zich liever met oud-Duitse literatuur bezig wilde houden. Eind 1805 reisde hij, zonder zijn studie afgemaakt te hebben, terug naar Kassel, waar zijn moeder en broer waren gaan wonen. Het jaar erop kreeg hij een baantje bij het Hessische oorlogsministerie, maar nam al binnen een jaar ontslag.
In 1808, kort na de dood van zijn moeder, werd Grimm benoemd tot hoofd van de privébibliotheek van Jérôme Bonaparte, die na de bezetting door Napoleon Bonaparte in 1807 koning van Westfalen was geworden. Bovendien werd hij door de koning tot lid van de staatsraad benoemd. In deze hoedanigheid had hij weinig officiële taken, en dus konden hij en zijn broer de bibliotheek voor hun eigen onderzoek gebruiken. Onder andere verzamelden ze in deze tijd sprookjes, waarvan het eerste deel in 1812 werd gepubliceerd.
In 1813 werd het Koninkrijk Westfalen na de nederlaag van Napoleon opgeheven en het Keurvorstendom Hessen weer hersteld. Wegens Grimms goede kennis van het Frans werd hij in de diplomatieke dienst van het keurvorstendom opgenomen. Hij onderhandelde in Parijs over de teruggave van door Fransen uit Hessen geroofde kunstschatten en in 1814/1815 was hij secretaris van de delegatie op het Congres van Wenen. Zijn verblijf in Wenen gebruikte hij ook om in de Weense bibliotheek oude handschriften te onderzoeken. In 1815 verliet Grimm de diplomatieke dienst.
Wilhelm Grimm was inmiddels in dienst van de bibliotheek van Kassel, en in 1816 werd Jacob Grimm daar tweede bibliothecaris. In 1828 stierf de eerste bibliothecaris. Toen Jacob en Wilhelm Grimm tegen hun verwachting in niet tot eerste en tweede bibliothecaris bevorderd werden, begonnen ze ontevreden naar een andere betrekking om te zien. In 1830 verhuisden de gebroeders Grimm naar Göttingen, dat in het Koninkrijk Hannover lag. Jacob Grimm werd er hoogleraar in de Duitse taal en literatuur en juristisch bibliothecaris aan de universiteit; zijn broer werd onderbibliothecaris. Toen de gebroeders Grimm in 1837 als leden van de Göttinger Sieben tegen de afschaffing van de liberale grondwet protesteerden, werden ze ontslagen en uit het land verbannen. De broers keerden terug naar Kassel.
In 1840 werden de gebroeders Grimm door de Pruisische koning Frederik Willem IV uitgenodigd om in Berlijn hoogleraar te worden en lid te worden van de Pruisische Academie van Wetenschappen. Jacob Grimm hoefde niet vaak te onderwijzen en deed dat dan ook zelden.
In 1863 stierf Jacob Grimm op 78-jarige leeftijd in Berlijn aan de gevolgen van een beroerte.

## Sprookjes van Grimm
Jacob en Wilhelm Grimm tekenden veel – vooral Duitse – volkssprookjes en sagen op, die ze tussen 1812 en 1815 als schrijvers-navertellers publiceerden onder de titel Kinder- und Hausmärchen.

## Taalkunde

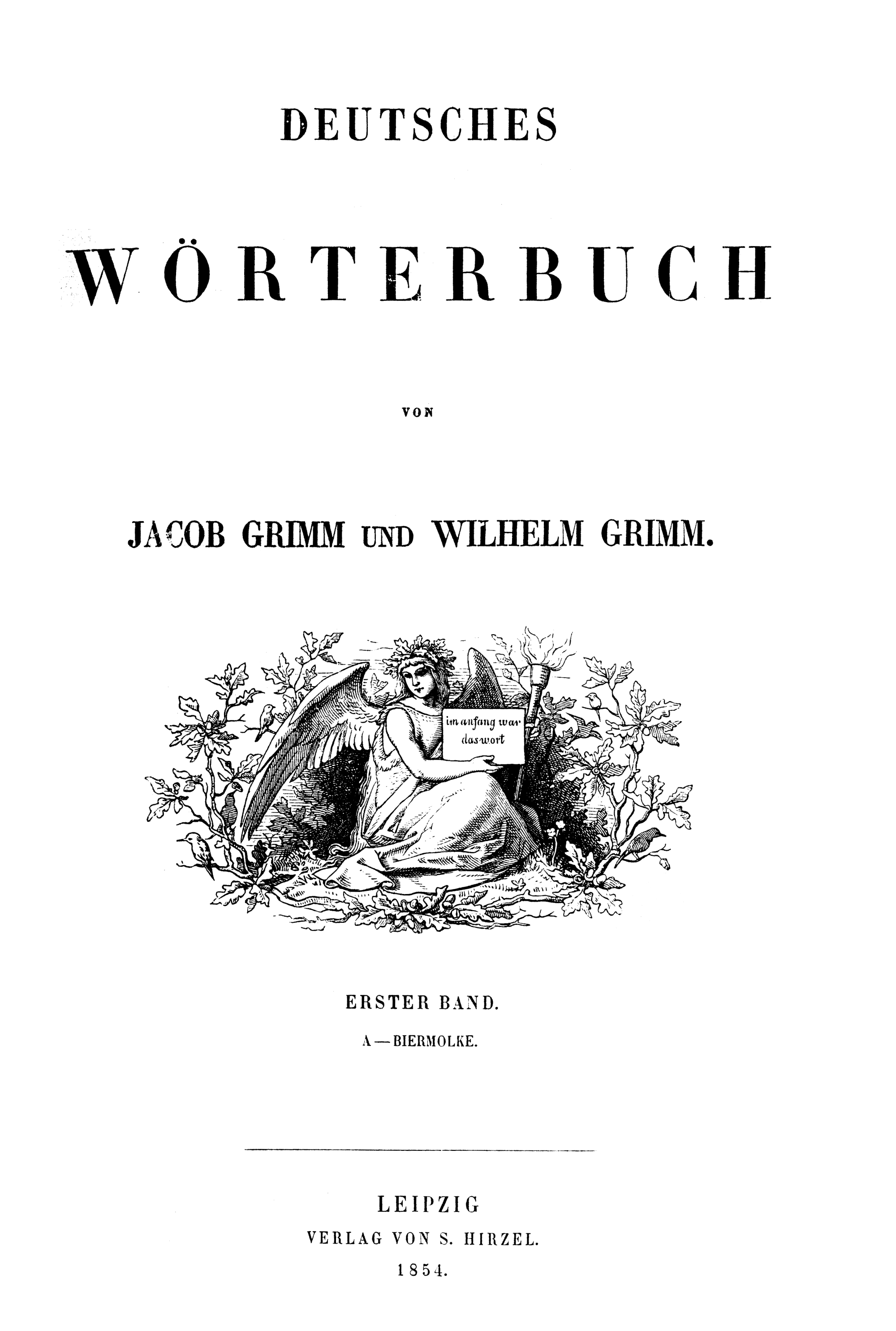
Deutsches Wörterbuch

Jacob Grimm formuleerde in 1822 in zijn Deutsche Grammatik de wetmatigheid die in de historische taalkunde de eerste Germaanse klankverschuiving beschrijft. Hoewel hij niet de eerste was die deze klankwet beschreef, staat hij algemeen bekend als de wet van Grimm.
Het laatste grote project van de gebroeders Grimm was het Deutsches Wörterbuch, een groot beschrijvend woordenboek van het Duits, waaraan beiden vanaf 1838 werkten. Het eerste deel verscheen in 1852, maar de afronding van het project hebben ze niet meer meegemaakt: het laatste deel werd voltooid in 1960.

## Rechtsgeschiedenis

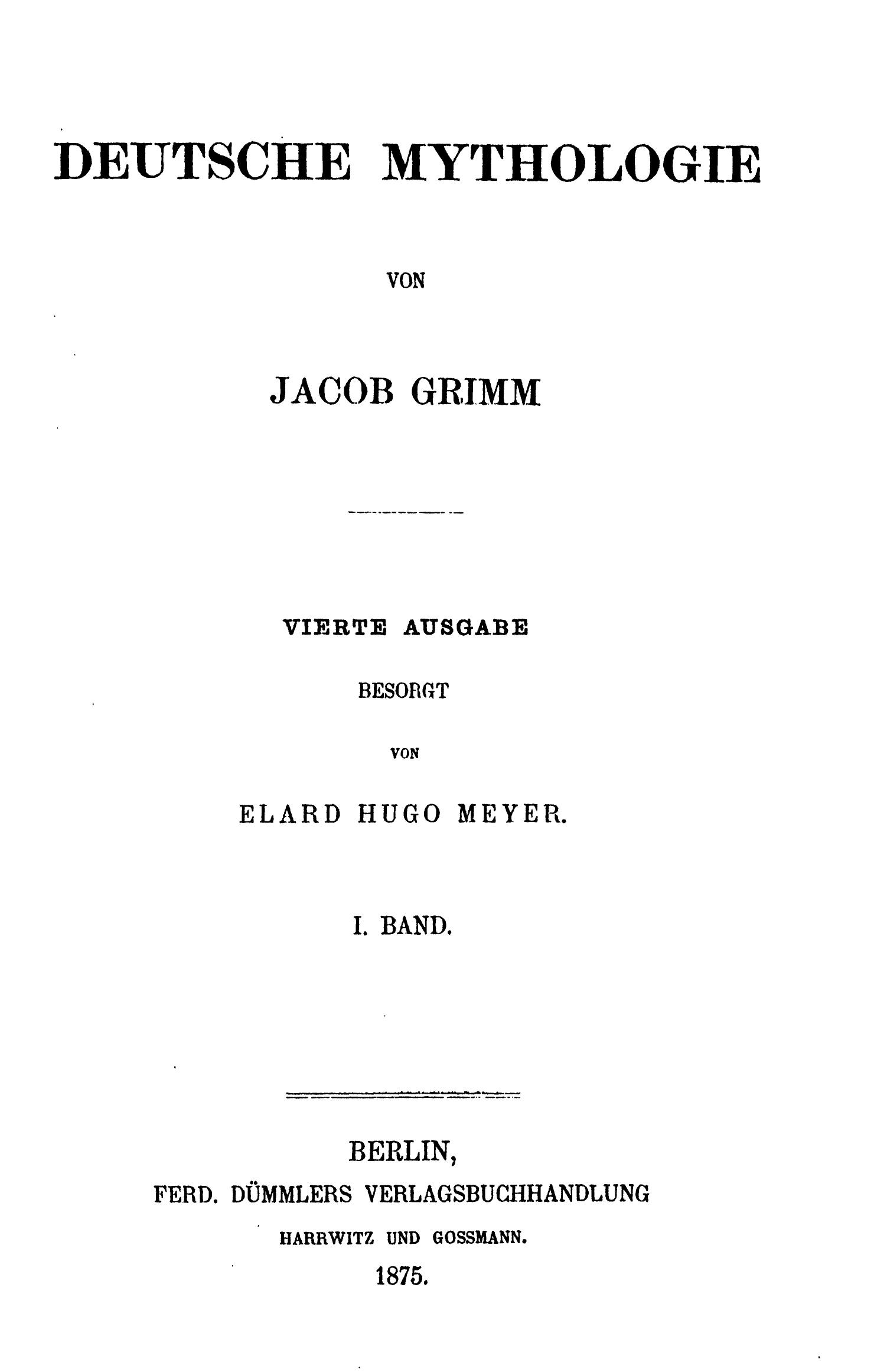
Deutsche Mythologie, 4e uitgave

Jacob Grimm was ook actief op het terrein van de rechtsgeschiedenis. Hij publiceerde in 1828 een collectie Deutsche Rechtsalterthümer. Later begon hij met de uitgave van een omvangrijke verzameling zogeheten wijsdommen onder de titel Deutsche Weisthümer (7 delen, Göttingen 1840-1872). Grimm meende dat hij hierin het oeroude gewoonterecht van het Duitse Rijk had vastgelegd. Deze visie heeft lang standgehouden, maar tegenwoordig veronderstelt men dat in deze teksten een veel jongere rechtssituatie is vastgelegd. In dat boek beschrijft hij het Lohnse hofrecht, dat ook in Nederland in de Heerlijkheid Bredevoort van kracht was.

## Publicaties
Tot de publicaties van Jacob Grimm behoren de volgende werken:
- Deutsche Rechtsalterthümer (1828)
- Deutsche Grammatik (1819-1837)
- Deutsche Mythologie (1835)
- Deutsche Weisthümer (7 delen, Göttingen 1840-1872).
- Geschichte der deutschen Sprache (1848)